# USS Albany (SSN-753)
Pour les autres navires du même nom, voir USS Albany.
Le USS Albany (SSN-753) est un sous-marin nucléaire d'attaque américain de classe Los Angeles nommé d'après Albany dans l'État de New York.

## Histoire du service
Construit au chantier naval Northrop Grumman de Newport News, il a été commissionné le 7 avril 1990 et est toujours en service dans l’United States Navy en 2012.